# La Veronal
La Veronal és una companyia de dansa contemporània amb seu a Barcelona, fundada el 2005 per Marcos Morau. La seva proposta artística combina diferents disciplines, incloent la dansa, el teatre, el cinema, la literatura i la fotografia, creant un llenguatge escènic personal amb un fort component visual i narratiu. Des dels seus inicis, la companyia ha presentat les seves creacions en nombrosos festivals i teatres d'arreu del món, com el Festival de Dansa de Venècia, el Sadler's Wells de Londres, i el Théâtre de la Ville de París, entre d'altres.
Els treballs de la companyia sovint es caracteritzen per una forta estètica visual, amb un ús destacat de l'escenografia, la il·luminació i el vestuari per crear ambients carregats de simbolisme.
El nom de la companyia prové d'un sedant anomenat "Veronal", que evoca la idea d'un viatge a través d'una realitat alterada. Aquesta noció es reflecteix en les seves obres, que sovint exploren mons onírics i metafòrics.

## Obres destacades
Les obres de La Veronal sovint porten el nom de ciutats o regions, que no necessàriament s'associen de manera literal amb el lloc en qüestió, sinó com a punts de partida per a l'exploració temàtica i emocional. Alguns dels seus treballs més coneguts són:
- Rússia (2009): Una peça que combina elements del folklore rus amb l'avantguarda, creant una atmosfera surrealista.
- Islàndia (2012): Aquest treball explora el paisatge inhòspit de l'illa i la seva relació amb la soledat i el desconegut.
- Siena (2013): Inspirada en el Renaixement italià, aquesta obra aborda la relació entre l'art i la mort, combinant moviments precisos amb referències visuals a la pintura i l'escultura clàssiques.
- Vorònia (2015): Considerada una de les obres més ambicioses de la companyia, se centra en la foscor de l'ànima humana, prenent com a referència la cova més profunda del món, situada al Caucas.
- Pasionaria (2018): Una reflexió sobre la manca d'emoció en la societat contemporània, utilitzant el moviment per expressar un món automatitzat i deshumanitzat.
- Afanador (2023): Peça que vol combinar en un espectacle de flamenc i dansa contemporània, l'obra del fotògraf de moda colombià Ruvén Afanador.[4]

## Reconeixements
La Veronal ha rebut nombrosos premis i reconeixements per la seva contribució a la dansa contemporània. Marcos Morau ha estat guardonat amb el Premi Nacional de Dansa d'Espanya l'any 2013.

## Col·laboracions i projectes
A més de les produccions pròpies, La Veronal ha col·laborat amb altres artistes i institucions culturals, ampliant la seva influència en el panorama de les arts escèniques. Marcos Morau també ha realitzat coreografies per a altres companyies de dansa, com el Ballet Nacional de Noruega i la Compañía Nacional de Danza d'Espanya. Ha realitzat coreografies per a reconegudes companyies, com ara Royal Danish Ballet, Scapino Ballet Rotterdam, Nederlands Dans Theater, l’Opera de Lyon o Skånes Dansteater, entre d'altres. Marcos Morau ha estat seleccionatcom artista associat de la companyia Staatsballett Berlin durant 4 anys.